# Robert Fozing
Robert Martial Fozing Dassie (16 maart 1989) is een Kameroens wielrenner.

## Carrière
In 2017 behaalde Fozing, bij zijn zevende deelname aan de GP Chantal Biya, zijn eerste UCI-overwinning toen hij in de derde etappe de Nederlander Bart Dielissen voorbleef in de massasprint.

## Overwinningen
2017
3e etappe GP Chantal Biya